# Piet Hein Eek
Piet Hein Eek (Purmerend, 29 april 1967) is een Nederlands ontwerper (industriële vormgeving) en ondernemer.

## Levensloop
Hij werd op 29 april 1967 geboren in een gezin van twee kinderen in Purmerend. In 1985 begon hij zijn studie aan de Academie voor Industriële Vormgeving (later Design Academy), waar hij onder andere les kreeg van Peer de Bruin en Gijs Bakker. In 1990 studeerde Eek af aan de Academie voor Industriële Vormgeving (later Design Academy) in Eindhoven, met een kast van sloophout. In een tijd van overdadigheid en volmaaktheid koos hij voor simpel materiaal en een sobere vormgeving. De kast is opgenomen in de collectie van het Stedelijk Museum Amsterdam.
Eek richtte daarop samen met studiegenoot Nob Ruijgrok in 1992 Eek & Ruijgrok B.V. op. Ze werkten onder de naam ‘Piet Hein Eek’, vanuit hun fabriek in Geldrop. In de jaren daarna bouwden ze zorgvuldig een select dealernetwerk op. Ook verkochten ze producten vanuit hun eigen showroom, wat erg ongebruikelijk is wanneer er wordt samengewerkt met dealers maar mogelijk was door eerlijk en transparant te ondernemen.
Na een intense periode van verbouwen naast het reguliere werk aan opdrachten en vrij werk betreedt Eek en Ruijgrok in 1999 een werkplaats met grote showroom in Geldrop. In 2005 koopt Eek met zijn vrouw Jeanine Keizer een ruïne en de bijgebouwen van een oude watermolen in Frankrijk. Het wordt een van de meest belangrijke en omvangrijke projecten tot dan toe. Geschiedenis, natuur, architectuur en interieur komen op natuurlijke wijze samen. Pas 10 jaar later zijn beide gebouwen gereed en te huur als vakantiehuizen.
In 2010 zetten Eek en Ruijgrok de grootste stap uit hun leven en kopen ze een voormalige fabriek van Philips van 11.000 m² in een nog te bouwen woonwijk in Eindhoven. De belangrijkste reden om te verhuizen is de toegenomen verkoop van de collectie en de bekendheid van het merk Piet Hein Eek, met meer en meer bezoekers. Rond de eigen collectie wordt er een context gecreëerd waarin kunst, design, antiek, creativiteit, ambacht en gastronomie centraal staan.
Anno 2022 woont en werkt Eek op zijn bedrijventerrein in Eindhoven, waar hij een klein huisje heeft ingericht voor zichzelf. Ook op zijn voormalige bedrijfslocaties woonde Eek op hetzelfde terrein. Vanuit deze plek ontwerpt hij anno 2022 nog steeds.

### Persoonlijk
Zijn ex-vrouw Jeanine Keizer ontmoette hij tijdens zijn studie, waar Jeanine onder andere afstudeerde met een keramiekproject. De kunstzinnige ‘contrasterende’ vaardigheden van het tweetal voegen zich in een gemeenschappelijk project, waarbij de door haar ontworpen keramische tegels in zijn meubelstukken worden toegepast, met als bijnaam ‘Tietenkasten’. In het project komen hun zeer verschillende werkwijzen naar voren. De ideeën van Jeanine groeien op organische en natuurlijke wijze, gevoed door haar oog voor detail. Piet Hein, daarentegen, ontwikkelt zijn ontwerpen zeer rationeel en vanuit één helder concept. . Op 1 januari 2020 scheidden Jeanine Keizer en Piet Hein Eek.
In 1996 kreeg Eek samen met zijn voormalige vrouw Jeanine dochter Lieve Eek. Samen met Marthe Bodil vormt zij een creatief duo waarbij ze beeld, films en conceptuele campagnes maken voor merken zoals Porsche. In 1998 werd Eek’s tweeling Geertje en Roos geboren. Zij hebben inmiddels het merk Tweek-Eek opgericht. Zij maken onder andere van restmateriaal sieraden en maken op onorthodoxe wijze gebruik van machines voor de productie daarvan.

### Groei en ontwikkeling
Het bedrijf groeit en ontwikkelt zich tot een creatieve hotspot met de werkplaats als kloppend hart van het pand, meerdere restaurants (Grand Café, Lobby Restaurant, FRIET van Piet Hein Eek, en DAKBAR), een winkel met showroom, galerie, vergaderruimtes, evenementenruimte, hotel en een kantoor. De beroemde stip aan de horizon ontbreekt bij Eek, er is geen stip aan de horizon:
Het pand en de omgeving: dát was wat ik graag wilde creëren, en dat was het doel op zich. […] Het gaat me niet om de maat, maar om gelukkig te zijn op de plek waar je elke dag bent.
Dit in de veronderstelling dat als je in een fijne omgeving werkt je beter presteert en dus het meest kans op succes maakt.
Daarnaast is er een groot cultureel aanbod in en rondom het pand, worden er evenementen georganiseerd en verhuurt Eek ateliers aan ontwerpers. Aldus Eek. 
Ik werd me later pas bewust van de impact van het bijeenbrengen van zoveel verschillende mensen met uiteenlopende kwaliteiten.
In januari 2015 startte Eek met voormalig werknemer Iggie Dekkers het architectenbureau Eek & Dekkers, waar ze werken aan herbestemmings-, renovatie- en nieuwbouwprojecten. In datzelfde jaar werd bekend dat Piet Hein Eek producten zoals meubels, lampen, vazen en andere producten gaat ontwerpen voor IKEA. Zijn leidraad was: “massaproducten… die niet voelen als massaproducten!”.
Na de verhuizing naar het nieuwe pand groeit het bedrijf mee en verandert het. Nob Ruijgrok kan zijn rol steeds minder vinden en in december 2014 besluiten Eek en Ruijgrok uit elkaar te gaan. Daar blijft het niet bij, want op 1 januari 2020 scheidt Eek na een relatie van meer dan dertig jaar van Jeanine. Ze blijven verbonden aan elkaar, door hun werk en natuurlijk vanwege de drie kinderen die ze hebben.
In oktober 2021 opende Eek zijn hotel tijdens de Dutch Design Week. Het is voor Eek tot dan toe het meest veelomvattende project uit zijn carrière. Alle 13 kamers zijn met oog voor het kleinste detail ontworpen en ingericht. In elke kamer is het werk te vinden van een kunstenaar waar ze mee samenwerken in de galerie: Daniel Ruanova, Bert Teunissen, Sjimmie Veenhuis, Gabriel Roca, Willem van den Hoed, Jan van der Ploeg, Reinoud van Vught, Tom Claassen, Peter van der Heijden, Marc Ruygrok, Tokihiro Sato en Marc Mulders. In kamer 10 hangt het vrij werk van Eek zelf.

## Werk
Naast zijn eigen collectie en vrij werk loopt het werk van Eek zeer uiteen. Het wordt gekenmerkt door een dienstbare en pragmatische aanpak waarin de steeds groeiende productiemogelijkheden van het bedrijf bepalend zijn. Door deze manier van werken is er in de loop der jaren een gevarieerd portfolio ontstaan. Zo werkte hij voor musea zoals Rijksmuseum Twente, Rijksmuseum Amsterdam, Kroller Moller, MoMa New York, Nationaal Glasmuseum Leerdam en van Abbe Museum. Daarnaast richt hij kantoren en scholen in, maakt hij maatwerk en unieke objecten voor bedrijven en particulieren en werkt hij regelmatig met kunstenaars zoals Guido Geelen en Marc Mulders. Ook maakte hij verschillende tuinhuisjes en winkelinrichtingen. Sinds de samenwerking met Iggie Dekkers in 2015 wordt er voortdurend aan architectuurprojecten gewerkt.

### Bekende werken

#### Sloophout
Op zijn examen in 1990 presenteerde Eek onder andere een serie sloopkasten. Deze ontwerpen verkopen anno 2022 nog steeds goed en zijn in allerlei varianten te verkrijgen. In 1996 kwam Eek met een serie kindermeubelen in sloophout. Er waren sinds de sloophouten kasten geen sloophouten meubelen meer ontworpen. Het weer oppakken van het werken met sloophout en de in de loop van de jaren gestaag groeiende collectie van producten van sloophout vormen de basis voor wat nu als een van Eeks meest herkenbare stijlen wordt gezien.

#### Kantinetafel
De Kantinetafel is gemaakt op een zaterdag, waarop het team werd gevraagd samen te werken om de onderlinge werksfeer te verbeteren. De medewerkers kregen een aantal mogelijkheden voorgelegd van werkzaamheden die ze die dag zouden kunnen doen. Eén daarvan was het maken van een enorme gemeenschappelijke tafel voor de kantine. De tafel moest aan het eind van de dag gereed zijn om er ’s avonds met zijn allen aan te kunnen eten. De stukken hout die overbleven van de productie van de eikenhouten tafel, dienden als uitgangspunt voor het ontwerp. Het gestructureerde oppervlak van de nieuwe tafel heeft op zijn beurt weer geïnspireerd tot het maken van verschillende daaropvolgende bijpassende producten in vele maten. Het wordt een van de meest succesvolle collecties. Al snel is het ‘echte’ restmateriaal op en moet het geproduceerd worden.

#### Afvalproject
Het afvalproject bekritiseert de manier waarop de wereld omgaat met arbeid in verhouding tot materiaal. Veel materiaal wordt afval, ondanks dat het 100% geschikt is voor het doel, omdat het te veel werk kost om te verwerken. Ondanks een steeds grotere schaarste aan grondstoffen en een groeiende wereldbevolking is arbeid een veel bepalendere factor dan materiaal. In dit project keert Eek deze manier van denken om: het afval is goud waard en arbeid kost niets. Een van de eerste producten die hieruit ontstaat is de ‘stapelkruk’, uit overblijfselen van de normale sloophouten producten van Eek. Het wordt laag voor laag opgestapeld zonder gebruik te maken van mallen om de zijkanten recht en vlak te krijgen. Deze benadering vertrouwt geheel op de zintuigen van de maker welke aandachtig moet blijven opletten om een zo recht mogelijk resultaat te krijgen. Hierdoor krijgt iedere kruk zijn karakter. Het tijdrovende en intensieve verwerken van productieafval blijkt zo succesvol dat een groot aantal afval ontwerpen in de collectie komen. (Bron: boek 1 piet hein eek)

#### Staalafval
In aansluiting op de collectie van afvalhout ontstaat een metalen tafel van stukjes overgebleven plaatstaal. De metalen doosjes worden aan elkaar gelast, waardoor er een subtiel patchwork effect ontstaat.

#### Gelimiteerde en unieke stukken
De vraag naar gelimiteerde en unieke stukken neemt na het betrekken van het pand toe en vertegenwoordigt een steeds belangrijker deel van de omzet.

## Werkwijze
Het uitgangspunt van Eek is om te creëren met hetgeen wat beschikbaar is. Materiaal, techniek en ambacht zijn uitgangspunt voor zijn ontwerpen. Door wat de wereld te bieden heeft als uitgangspunt te nemen in plaats van het idee voorop te stellen, is Eek in staat zijn ontwerpen ondanks hoge loonkosten voor redelijke prijzen in Eindhoven te produceren. Het respect voor materiaaltechniek en ambacht hebben niet alleen geleid tot het ontwerp van de klassieke sloophouten kast, in de loop der jaren is er op basis van dezelfde uitgangspunten een complete collectie ontstaan. Als ondernemer gaat Eek over het algemeen lang lopende relaties aan, vrijwel alle klanten en dealers zijn dat voor het leven. Investeren in langdurige samenwerkingen en processen is veel efficiënter dan elke keer opnieuw in een andere samenstelling van specialisten te werken, vindt Eek.
De manier van produceren is onderdeel van het ontwerp, met als gevolg dat de ontwerpen vanuit de productiemogelijkheden logisch zijn maar heel anders dan gebruikelijk worden vervaardigd. In plaats van te verbergen is de constructie vaak zichtbaar. Dit is niet alleen minder werk maar levert vaak ook een beeld op waaraan je kan zien hoe en waarom iets gemaakt is. De aluminium stoel uit 1993 is hier een goed voorbeeld van en wordt in elkaar gezet met popnagels. Van deze stoel leverde Eek er in de jaren negentig een groot aantal aan het Dutch Café in MOMA New York. Door het koude aluminium en de rechte vlakken bleef men niet lang op de stoel zitten, wat voor het museumcafé door de vlotte doorloop gunstig was voor de omzet. Naast het gebruik van sloophout en ander afvalmateriaal zijn de producten die juist zonder afval worden gemaakt even goede voorbeelden van de wens om met respect voor wat de wereld te bieden heeft te ontwerpen.
"Hij herkent en definieert de mogelijkheden van machines en bepaalde vaardigheden en kiest deze als uitgangspunt bij het ontwerpen van een nieuw product. Daarbij probeert hij maximaal gebruik te maken van de beschikbare mogelijkheden. Deze manier van werken is opvallend anders dan de aanpak van de meeste ontwerpers, die vaak eerst een eindproduct op papier zetten en dan pas op zoek gaan naar de beste productiemethode." - BOEK 1 Piet Hein Eek | Biografie door Max Fraser.
In 1992 maakte Eek een verwarmingshokdeurkast waarvan de deur, omlijst door ruig staal, afkomstig was uit een ziekenhuis. Deze kast was de eerste in wat zijn Oude Deurenproject zou worden. Dit project sloot af met een solotentoonstelling in het Stedelijk Museum in Amsterdam. Naar aanleiding van het project ontstaat het idee om unieke huisjes te maken met verschillende functies, zoals een theehuis en werkschuur. Zeven huisjes werden in het Groninger Museum gepresenteerd waardoor er meer opdrachten ontstonden in interieur en architectuur. Op de dag van de tentoonstelling werd er op de valreep nog een stoel ontworpen en gemaakt wat nu bekend staat als het ‘Sloophoutenstoeltje’[PHE1] , in de jaren erna bleek het een van de bestverkochte producten.
Piet Hein werkt ook regelmatig aan vrij werk, waarbij hij commerciële overwegingen over boord gooit. Hij houdt bij het maken van vrij werk geen rekening met het aantal uren waardoor het volgens Eek zowel bevrijdend als motiverend werkt om aan deze projecten te werken.
“Ik heb me altijd ongemakkelijk gevoeld bij een te grote nadruk op het gebruik van sloophout als voorbeeld van recycling. Respect voor materiaal ligt aan de basis voor de keuze van sloophout. Pas als je materiaal [PD1] in zijn algemeenheid als uitgangspunt kiest kan je de kwaliteit van sloophout (en andere materialen) ontdekken. Ik vergelijk mezelf wel eens met een boer die liever het land van de buren koopt dan een stuk grond verderop. Logisch, want anders moet hij elke dag op en neer rijden. Het verhaal van de boer klopt nog steeds, maar in BOEK 2 en 3 kom ik tot een heldere gedachte waarmee al mijn verhalen, ideeën en werk zijn te verklaren.”

## Boek 1, 2 en 3
Om een completer beeld te krijgen van de denkwijze en de uiteenlopende producten, ontwerpen en projecten van Piet Hein Eek zijn er een drietal boeken verschenen. Het eerste boek (BOEK 1) verscheen in 2006 en bevat het werk van 1990 tot 2006. Het maken van het boek nam zo’n anderhalf jaar in beslag. Van de gerealiseerde projecten, producten en ontwerpen is maar een klein deel opgenomen, terwijl het boek al 445 pagina’s telt. De teksten zijn geschreven door Max Fraser.
De aanschaf en verbouwing van het pand was aanleiding om een maandelijkse rubriek in het blad "Eigenhuis en interieur” te schrijven. Het schrijven over de ongelooflijke ervaringen rond het pand waren aanleiding om een boekje uit te geven: ”het pand”. Van dit boekje werden duizenden exemplaren verkocht en het schrijven was voor Eek aanleiding om vanaf dat moment alle teksten zelf te schrijven, dit ook met het oog op continuïteit.
In BOEK 2 (werk van 2006-2012) en BOEK 3 (werk van 2013-2017) wordt dieper ingegaan op de verdere ontwikkeling van Eek als ontwerper en ondernemer. In die periode werd Eek zich ook steeds bewuster van wat hij teweegbracht met zijn ontwerpen, plannen en manier van ondernemen. Hij ontwikkelde een steeds duidelijkere visie op o.a. duurzaamheid, wat in deze boeken wordt onderschreven door andere ontwerpers en dealers. De teksten zijn meer beschouwend en volgen Eeks gedachten en inzichten die langzaam maar zeker in logische stappen zijn gegroeid.

## Dutch Design week
De Dutch Design Week, het grootste design event in Noord-Europa, vindt plaats in Eindhoven. Er exposeren designers van over de hele wereld met hun werk en het wordt jaarlijks bezocht door ruim 350.000 bezoekers. Het terrein van Piet Hein Eek is een zeer drukbezochte locatie waar wordt geëxposeerd door jonge kunstenaars en kleine studio’s.

## Exposities, een selectie
In het Stedelijk Museum Amsterdam en het Groninger Museum werden tentoonstellingen aan zijn werk gewijd.

## Publicaties
- Piet Hein Eek. Piet Hein Eek: deurkasten, 1996.
- Max Fraser, Piet Hein Eek. Boek 1.1990-2000 (2006)
- Piet Hein Eek, de STOEL (2012)
- Piet Hein Eek, het PAND (2012)
- Piet Hein Eek, BALKEN (2013)
- Piet Hein Eek, Boek 2. 2006-2012 (2018)
- Piet Hein Eek, Boek 3. 2012-2017 (2018)
- Koos de Wilt, 'Binnenkijken bij Piet Hein Eek (*1967)', in: Collect, winter 2019-2020, nr. 9, pp. 24–27

## Prijzen
- Aanmoedigingsprijs Vormgeving van het Amsterdamse Fonds voor de Kunst
- 1993: Onderscheiding voor het Nederlandse Klassieke Meubel van Sloophout, door Nederlandse Meubelprijzen
- 2012: Danish Design Award voor De potloodkruk voor Munio
- Oktober 2017: Designprijs van Prins Bernhard Cultuurfonds Noord-Brabant
- Februari 2024: Outstanding Achievement Award van het Madrid Design Festival

## Quotes
- Overdadige arbeid heeft altijd een bijzondere werking op mij gehad (Boek 2, pagina 54)
- Als je goed wilt functioneren moet je je als een vis in het water voelen (1990, eindexamen Piet Hein Eek)
- Ik realiseerde me dat ik, door lang geleden de beslissing te nemen om alles zelf te gaan doen, omdat ik het hele proces interessant vind en wil beheersen, langzaam maar zeker een generalistische omgeving had gecreëerd. Een omgeving waarin allerlei disciplines zonder enige belemmering samenkomen, waardoor de synergie tussen menselijke kwaliteiten enorm is. (Boek 2, pagina 349).
- Als je doet wat je niet leuk vindt en het wordt een succes, ben je toch ongelukkig (Piet Hein Eek, Boek 2 pagina 420)
- “Ik ben me vaak niet bewust van de bijna moedwillige wijze waarop ik onduidelijkheid en chaos om me heen creëer. Tegelijkertijd constateer ik dat het een dynamische situatie oplevert en mij de ruimte geeft om aan de knoppen te zitten. Zo kom ik waar ik wezen wil, zonder dat van tevoren vast te leggen. Toeval speelt een grote rol in bijna elk proces.” – Bron: Boek 2 | pagina 383